# Jacques Natanson (pédagogue)
Pour les articles homonymes, voir Jacques Natanson et Natanson.
Ne doit pas être confondu avec Jacques Natanson (homme de théâtre).
James Natanson, connu sous le nom de Jacques Natanson, né à Bucarest le 19 décembre 1923 et mort à Bois-Guillaume le 2 novembre 2016, est un militant syndical et pédagogique, ainsi qu'un professeur de philosophie et de sciences de l'éducation français.
Il est le mari de la psychanalyste Madeleine Natanson (1927-2013) avec laquelle il a co-écrit plusieurs ouvrages.

## Biographie
James Natanson, qui sera appelé Jacques Natanson et signera Jacques J. Natanson pour se distinguer de Jacques Natanson (homme de théâtre), est né à Bucarest, Roumanie en 1923, dans une famille juive.
Son père, Aron Natanson, émigre dans les années 1920 et ouvre à Paris une librairie d'érudition rue Gay-Lussac qui fournit des livres neufs et d'occasion aux étudiants et intellectuels du Quartier Latin. Cette librairie est un lieu de contact entre écrivains, philosophes, professeurs.
Il fait des études au lycée Montaigne, puis au Collège de la Malgrange, près de Nancy, études interrompues par la Seconde guerre mondiale. S'il parvient à passer le baccalauréat en zone non-occupée en 1941, il doit ensuite se cacher jusqu'en 1944 pour échapper à l'arrestation et à la déportation. Il reprend ses études en 1945 et obtient sa licence de philosophie à la Sorbonne en 1947.
Alors novice dans l'ordre des Prêcheurs, il épouse en 1946 Madeleine Lefèvre (1927-2013), qui deviendra psychanalyste, avec laquelle il aura six enfants (parmi lesquels Dominique Natanson). 
Il s'établit à Cherbourg, puis au Havre, et enfin à Bois-Guillaume près de Rouen.

### La persécution nazie

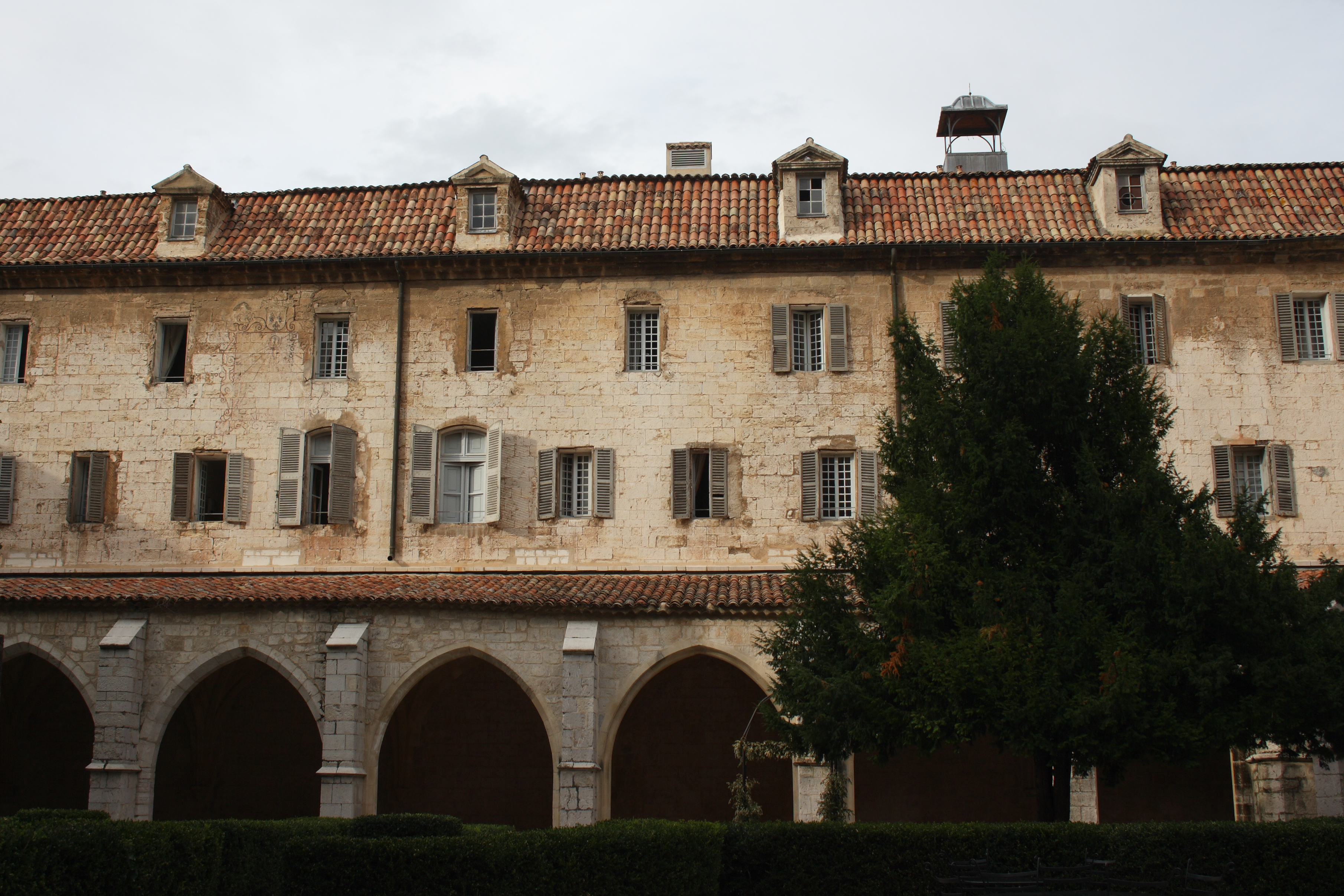
Le couvent de Saint-Maximin où Jacques Natanson se réfugia fin 1942 avant d'être envoyé dans l'ermitage du Massif de La Sainte-Baume, en 1943.

Aron Natanson, son père, né le 1er février 1886 à Ploiesti en Roumanie, libraire à Paris et Miryam Natanson, sa sœur, née le 21 juin 1929 dans le 9ème arrondissement de Paris, sont tous deux déportés par le convoi no 37, du 25 septembre 1942 et assassinés à Auschwitz, en septembre et octobre 1942.

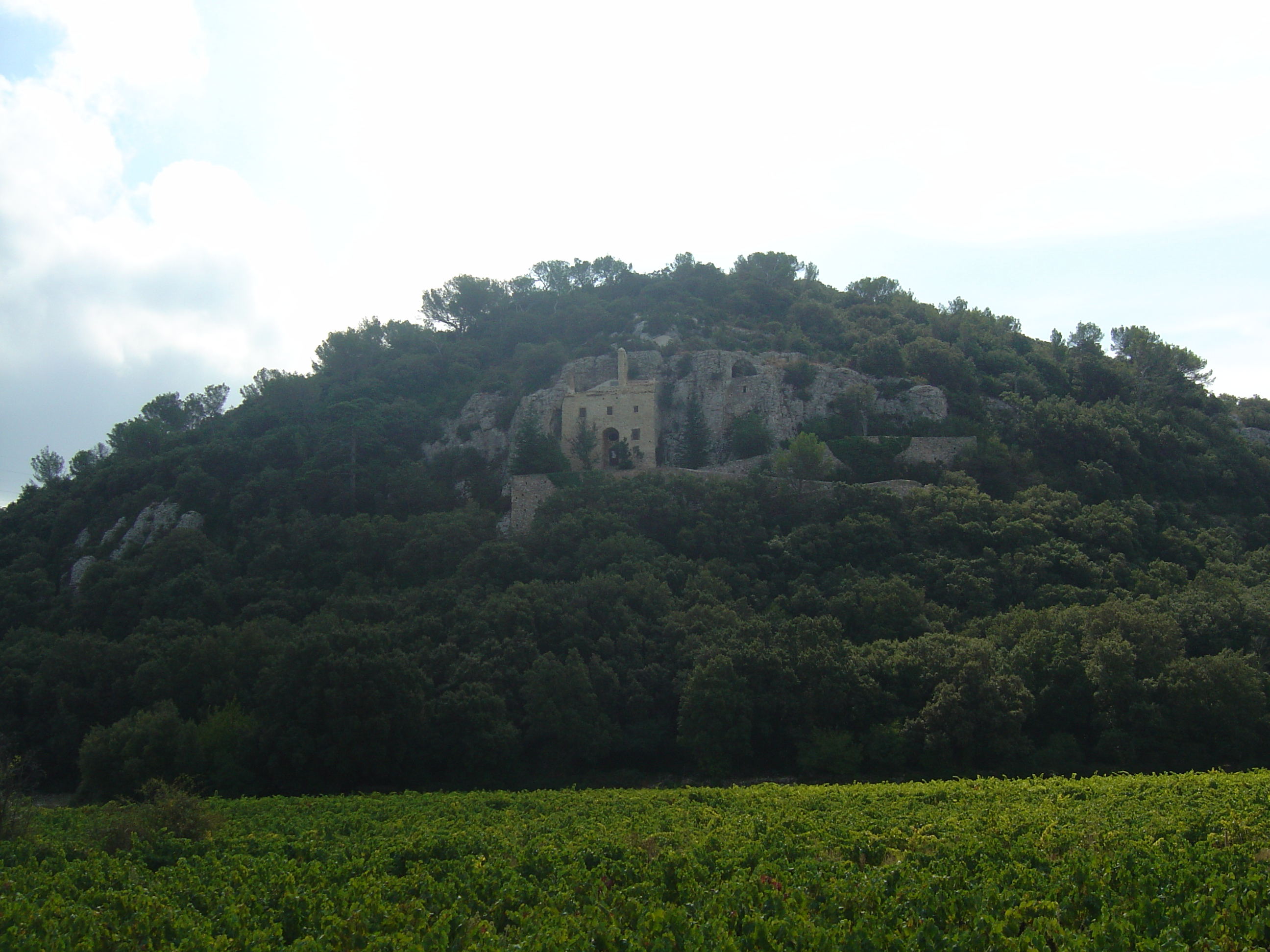
L'ermitage de la Sainte-Baume où ne vivait qu'un seul moine. Jacques Natanson s'y réfugia en 1943.

Jacques Natanson se cache d'abord à l'Institut catholique de Toulouse, puis, en novembre 1942, au moment de l'invasion allemande de la zone Sud, il adopte une fausse identité : le père Dupuy, prieur provincial des dominicains de la province de Toulouse lui apporte une fausse carte d’identité, au nom de Gilles Valleteau, sur laquelle il colle sa photo. Il existait bien un Gilles Valleton, moine de l’abbaye bénédictine d’En-Calcat, dans le sud du Massif central. Il rejoint le couvent dominicain de Saint-Maximin où il est accueilli par le père Robert de Bienassis, membre de la Résistance,, hôtelier du couvent situé en zone d'occupation italienne.
En octobre 1943, quand les nazis occupent la zone italienne, il est envoyé dans la montagne, dans l'ermitage dominicain de La Sainte-Baume, habité par un seul moine, le père Danilo, où il séjourne jusqu'à la Libération.
Dans les derniers mois de la guerre, son cousin Lucien Natanson est fusillé par les nazis au Bourg-d'Oisans, sous les yeux de ses parents Julien et Jeanne, qui se suicident ensuite.
Durant la guerre, il est devenu apatride à la suite de la décision de la Roumanie de se désintéresser de ses citoyens juifs vivant à l'étranger, décision qui livre les Juifs roumains à la déportation par les nazis. Il est naturalisé français par un décret du 1er octobre 1948.

### Carrière universitaire
Il passe l'agrégation de philosophie en 1952 et enseigne d’abord au lycée de Cherbourg, puis au lycée François-Ier du Havre (1955). Il est attaché de recherche au CNRS de 1960 à 1964. Assistant, puis maître-assistant à la Faculté des lettres de Rouen en 1964, il obtient son doctorat d’État le 2 mai 1973, sous la direction de Ferdinand Alquié. Sa thèse est intitulée : La mort de Dieu, essai sur l'athéisme moderne,.
En 1969, il contribue à la création, à Rouen, du département des Sciences de l’éducation. Il est membre du Conseil de l'université de Rouen, du conseil de l'UFR de Lettres ou du Conseil scientifique de l'Université de Rouen, de 1970 à 1987. Il dirige le département de philosophie de 1976 à 1980.
À partir de 1985, il assure des cours de sciences de l'éducation à l'université Paris-Nanterre où il est nommé professeur le 1er avril 1988.
Philosophiquement, il est proche de la pensée de Paul Ricœur et du personnalisme d'Emmanuel Mounier.

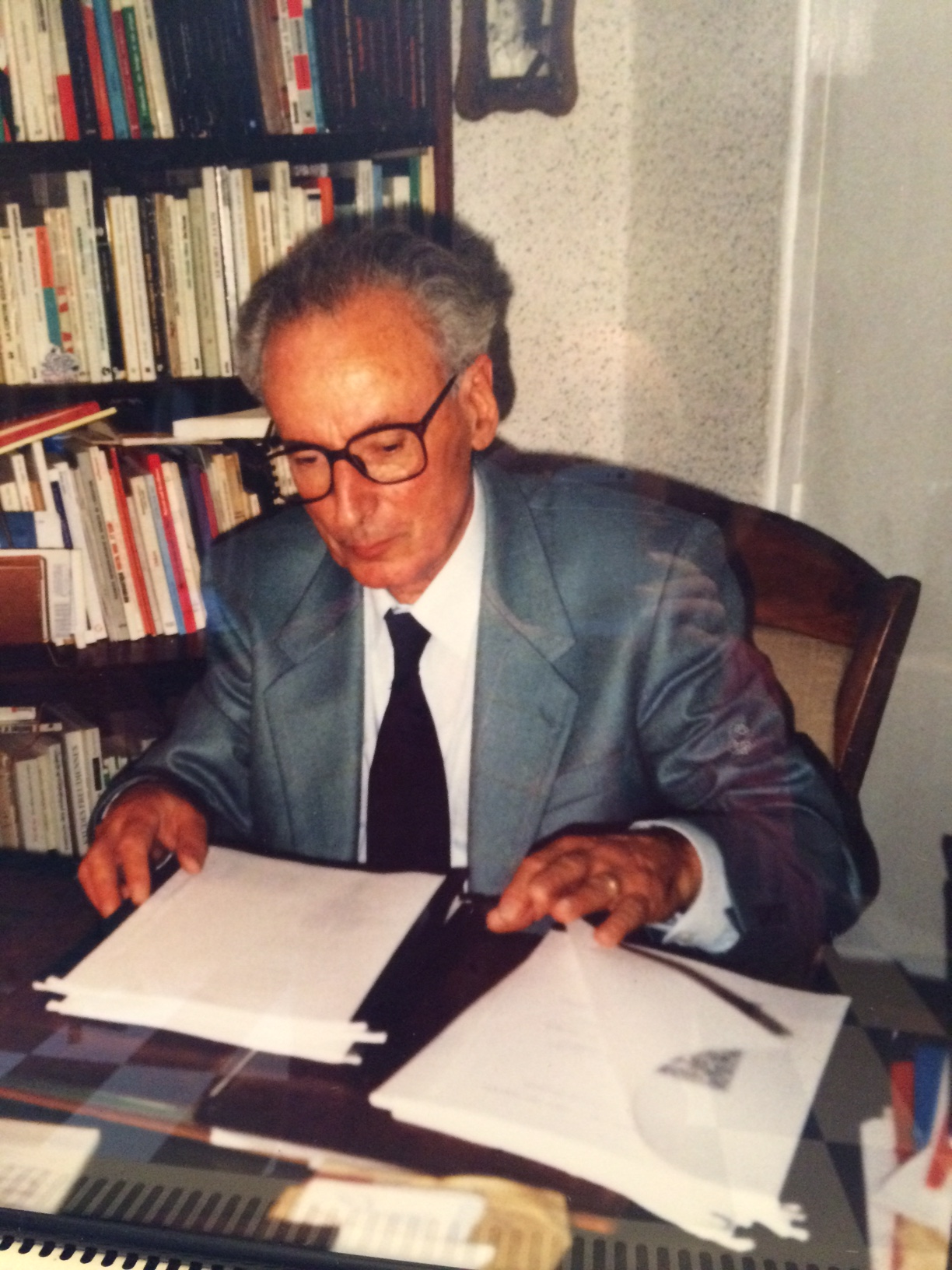
Jacques Natanson à son bureau, années 1980.

Dans son parcours intellectuel, il passe de la philosophie à la pédagogie, en intégrant la psychanalyse. Il devient ainsi membre associé du GIREP (Groupe International du Rêve-Eveillé en Psychanalyse) et collabore à la revue Imaginaire et inconscient avec son épouse, Madeleine Natanson.
Sur le plan pédagogique, il est partisan d'une pédagogie active, du travail de groupe et, après son tournant vers la psychanalyse, se rapproche de la pédagogie institutionnelle ; il est en contact avec Jacques Pain. Il souhaite ainsi qu'on passe « De l'interdit d'interdire au retour de la loi » selon le titre d'un de ses articles, mais d'une loi qui s'institue dans la classe. 
Il analyse la place de l'enseignant dans cette tâche impossible et fait sa place au désir de l'enseignant. Il décrit la position de l’éducateur comme fondamentalement ambivalente, liant le pouvoir qu’exerce l’enseignant sur l’enfant, pouvoir de le contraindre, de l’évaluer et de le punir, à une composante sadique de l’investissement dans le savoir. « Pourtant, en référence à la relation au père idéalisé (image de l’autorité, de l’infaillibilité) et à la mère bonne (image de la nourrice bienveillante), les enseignants développent des représentations d’eux-mêmes et de leur rôle qui les protègent et légitiment leur domination », explique Françoise Clerc.
Dans les années 1980, il dirige la collection « Horizons philosophiques » aux éditions du Cerf.
Au cours de sa vie, il aura publié dans de nombreuses revues : Esprit au temps de Jean-Marie Domenach (il est membre du Comité directeur de la revue de 1960 à 1975), Témoignage chrétien (où il tient la chronique de l'école de 1970 à 1975), Cahiers de sociologie économique, Éducation & Devenir, Syndicalisme universitaire, Les Cahiers Pédagogiques, Imaginaire et inconscient, la Revue française de pédagogie...

## Le militant
Jacques Natanson est un militant syndical et politique de gauche.
Converti au christianisme dès avant la guerre, il milite au sein de la CFTC, dans le courant de la Nouvelle Gauche Socialiste, contribue au journal d'extrême gauche Le Combat prolétarien, adhère au PSA, puis au PSU.
Au Havre, au début des années 1960, il est l'un des fondateurs du Club Citoyens 60, version chrétienne des clubs Jean Moulin, avec d'autres professeurs agrégés comme François Gay, Robert Lalouette et Roger Lépiney et des personnalités comme le compositeur Max Pinchard et le cinéaste (et directeur de la Cinémathèque française) Vincent Pinel.

### La Guerre d'Algérie
Durant la Guerre d'Algérie, au Havre, Jacques Natanson représente la Ligue des Droits de l'Homme dont il est un des dirigeants locaux, dans le Comité de défense de la République et des libertés (juin 1958). Il est alors une des personnalités de la gauche havraise qui milite aux côtés des communistes pour lesquels il appelle à voter au 2e tour des élections, dans cette ville qui est alors un bastion du PCF. Après le putsch des généraux d'Alger, il participe à la création d'un comité de paix des enseignants du Havre réunissant la FEN et le SGEN. Plus tard, quand ce comité se fond dans un comité de vigilance républicaine et devient un comité de vigilance antifasciste, Jacques Natanson  y représente ce courant « chrétien de gauche ». Il fait alors partie des porteurs de valises et contribue à cacher des dirigeants locaux de la Fédération de France du FLN.
Ainsi, Jacques Natanson dénonce l’interprétation de la Guerre d’Algérie par l’abbé Lefèvre, qui estimait en 1958 que « Le combat de ce jour est le combat de la Croix contre le Croissant, jeté sur la ligne de feu par les maîtres de l’Étoile Rouge, de la faucille et du marteau ». Dans Parole et mission en 1962, il la juge « délirante » car il est favorable à une prise en compte des aspirations nationales algériennes.

### Le SGEN

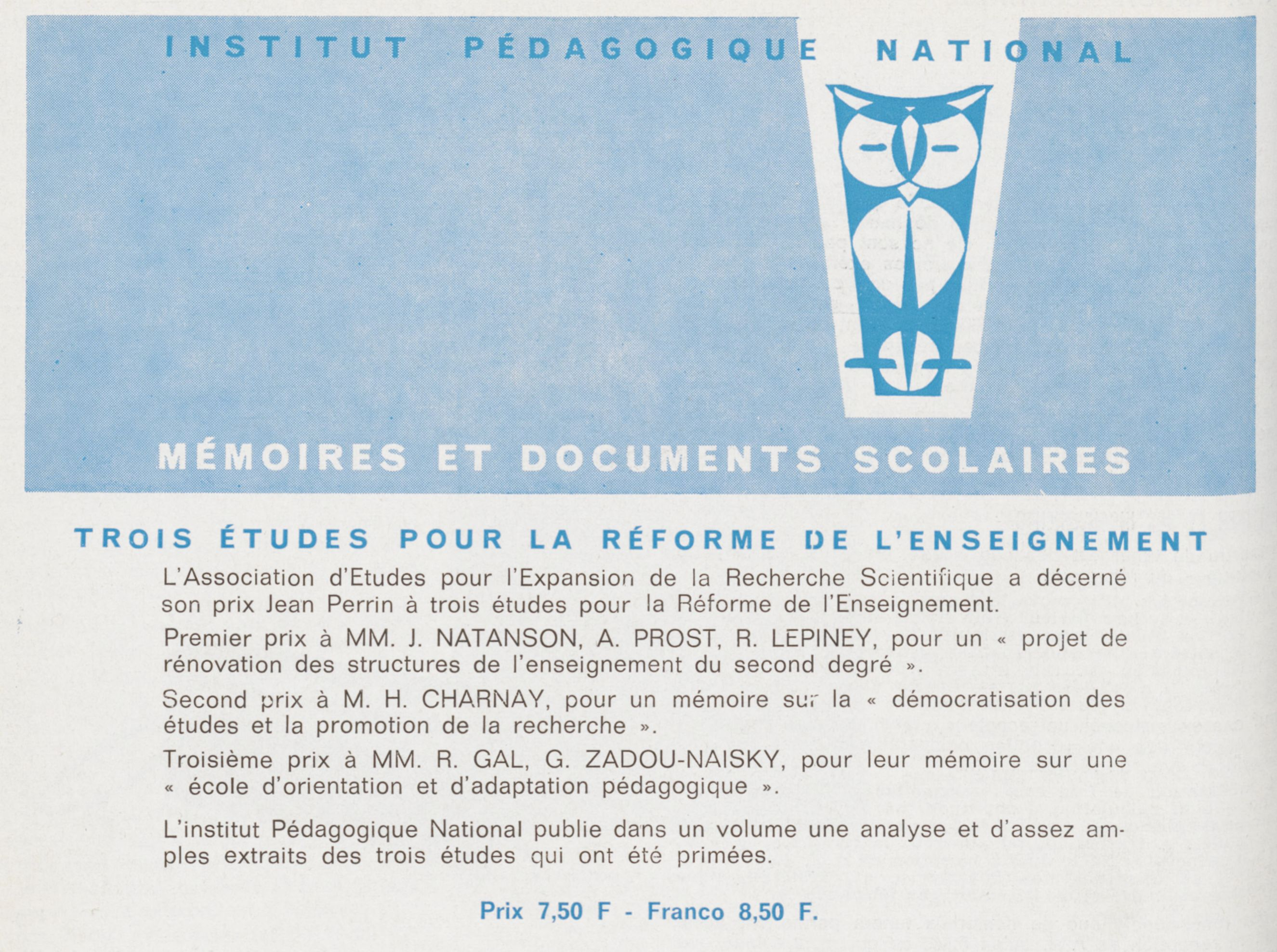
L'Institut pédagogique National annonce les résultats du Prix Jean Perrin 1963.

Aux côtés de Claude Pinoteau et d'Antoine Prost, il est membre du bureau national du Syndicat général de l’Éducation nationale (SGEN) de 1960 à 1968 et il préside la commission pédagogique du SGEN aux côtés de Claude Bourdet, jusqu'en 1963. Avec son successeur dans cette tâche, Antoine Prost, il écrit en 1963 La révolution scolaire, livre engagé à la fois dans une critique de l'école et pour une pédagogie active. Les auteurs reçoivent le Prix Jean Perrin « pour un projet de rénovation des structures de l'enseignement ». Selon Antoine Prost, Jacques Natanson est celui "qui a lancé l'idée qui a pris forme vingt ans plus tard des I.U.F.M.".
Lors de l'adoption de la Loi Debré de 1959 favorisant les établissements d'enseignement privés, il prend le parti du camp laïque et il fait naturellement partie des partisans de la déconfessionnalisation de la CFTC, devenue CFDT en 1964.
De 1975 à 1984, il est membre du Conseil national supérieur de l’Éducation nationale où il représente le SGEN-CFDT.

### Mai 68 et ses suites
Jacques Natanson est en avance sur le mouvement de mai 1968, non seulement parce qu'il a évoqué La révolution scolaire à venir dans le livre écrit avec Prost, mais aussi parce qu'il dénonce les postures de l'enseignement traditionnel avant les événements. Ainsi, en avril 1968, dans une allocution prononcée lors de Journées universitaires de Rouen,  il concentre ses attaques sur le « maître », « mot qui a comme corrélatif disciple mais aussi esclave ». Selon lui, il convient de « nous dépouiller de notre attitude de riches de la culture, ce qui devient aujourd’hui la vraie richesse, la plus terrible », « dans notre classe nous sommes des dieux, nous détenons une puissance sans appel, sur des êtres faibles, fragiles, malléables, qui dépendent totalement de nous […] Changer radicalement de méthode, ce serait admettre que nous ne sommes pas des maîtres mais des serviteurs ». Pour Jacques Natanson, la malléabilité positive de la tradition pédagogique européenne, profane et religieuse, est devenue un thème connoté négativement, une source de scrupule, qui fait du « maître » un profiteur malhonnête. Enseigner à l’ancienne serait, peu ou prou, commettre un abus de faiblesse, ce serait usurper, à la façon d’une idole, le rang d’un dieu écrivant sur des tablettes encore vierges des lois qu’il ne lui appartient pas d’édicter.
« La révolution a eu lieu. », écrit Jacques Natanson en juillet 1968, « Elle n'a, certes, renversé ni le pouvoir politique, ni le système social et économique. Mais elle a détruit un des fondements essentiels de notre société : l'autorité sacrée du maître. Et ce fut une révolution sanglante, malgré les apparences. En un sens, beaucoup d'enseignants ont déjà été tués par cette révolution, parce que leur vie même s'identifiait avec une certaine conception de leur métier qui a été détruite. Mais comme la révolution pédagogique n'a pas été totale (...), ces morts vivants sont encore en place, et chercheront à se défendre, à se venger. »
Durant les événements de mai 1968, il est, selon le témoignage de Gérard Filoche, alors dirigeant du « comité de grève des étudiants de Rouen » et de la Jeunesse communiste révolutionnaire (trotskiste), l'un des professeurs qui soutient la révolte étudiante. Il prend ainsi parti publiquement pour les étudiants et les lycéens révoltés et maintient le dialogue avec des leaders dirigeants comme Michel Labro, membre de l'équipe de L'Enragé. 
Dans la crise qui secoue le SGEN-CFDT dans le Supérieur entre 1968 et 1972, il s'oppose à la direction d'abord en soutenant Sorlin contre Piétri. Aux côtés de Pierre Ayçoberry (1925-2012), il contribue à renverser la direction nationale du SGEN en 1972, en défendant avec lui une ligne plus proche du mouvement de mai 68.
Après mai 1968, il s'implique sur le sujet, alors controversé de l'éducation sexuelle, publiant Sexualité et éducation : éléments pour une initiation sexuelle en 1969 et animant des sessions de formation dans les milieux catholiques.
Lors de la Semaine du Centre catholique des intellectuels français en 1969, il est à l'initiative d'un questionnement radical de l’Église catholique et diffuse un questionnaire :  « Faut-il encore des églises ? ». Dans les années 1970, il est proche de la « théologie de la libération » et de l'un de ses porte-parole en France, Jean Cardonnel dont le Dieu est mort en Jésus-Christ fait écho à la thèse de Jacques Natanson sur La mort de Dieu.
Il participe à des actions de formation de la Confédération syndicale des familles (CSF) dont il anime une Université d'été.
Dans les années 1980, il est le président du Théâtre universitaire de Rouen et s'intéresse alors au théâtre-forum.

## Citations
« J'ai suivi deux directions dans mon travail, deux dimensions dans mon évolution, qui, pour moi, me paraissent avoir des rapports et être articulées. Cela me paraît même aller un petit peu de soi. Ce n'est pourtant pas tout à fait évident pour moi d'en parler ainsi. Il y a un aspect philosophico-théologique, ma thèse était « La mort de Dieu dans la philosophie contemporaine ». L’autre aspect est pédagogique. »

« Démocratiser l’enseignement, c’est donc, d’abord, mettre réellement l’enseignement à la portée de tous et adapter à cet objectif les institutions, les  structures, les conditions matérielles. Ce serait déjà beaucoup. Mais ce ne serait pas suffisant. Il y manquerait peut-être l’essentiel : l’esprit démocratique lui-même. »

« L'analyste cherche au maximum à éviter ce qui peut apparaître comme une intrusion, à ne pas être celui qui cherche l'aveu mais celui dont l'interprétation guide l'analysant vers son propre secret. Secret qui ne peut, en fin de compte, être complètement partagé. Quand le patient accède à son secret, l'analyste s'efface devant le mystère de l'intimité personnelle. »

« L'emprise pédagogique peut être assimilée à un fantasme d'engendrement, expression d'un désir de paternité culturelle, « d'un pouvoir d'engendrer dans le savoir (…) reproduire sa propre image, se perpétuer selon son propre modèle, imposer sa marque à d'autres qui vous succéderont et assureront la prolongation de votre influence : c'est là une forme de paternité intellectuelle  et spirituelle qui est liée à la fois au désir de pouvoir et au désir d'immortalité. ». »

« Éduquer, c'est accepter de disparaître pour que l'autre vive. L'éducateur prépare toujours sa propre mort. C'est parce qu'il le sait sans vouloir se l'avouer qu'il est souvent féroce. Le savoir et l'accepter, c'est ressusciter à travers la mort. »

## Publications

### Ouvrages
- La révolution scolaire, avec Antoine Prost et la collaboration de René Fromageat et Roger Lépiney, Les éditions ouvrières, 1963.
- L'éducation et l'homme à venir, avec André de Peretti, Gérard Bessière et Jacques Alesi, Casterman, 1968.
- Sexualité et éducation : éléments pour une initiation sexuelle, avec des poèmes de Daniel Lefèvre, Éditions ouvrières, 1969.
- Changer l’école (ouvrage collectif), Paris, Éd. de l’Épi, 1970.
- Avenir de l'éducation, Epi, 1971.
- L'Enseignement impossible : éducation, désir, liberté, Paris, Éditions universitaires, 1973 ; réédition Matrice, 2003.
- (es) La enseñanza imposible, Sociedad de Educación Atenas, 1976.
- La Mort de Dieu : Essai sur l'athéisme moderne, Presses universitaires de France, 1975.
- Psychanalyse et rêve-éveillé : Écouter l'image, avec Madeleine Natanson, Lharmattan, 2001.
- Risquer la transmission, avec Madeleine Natanson, Desclée de Brouwer, octobre 2004.
- Oser le travail de groupe, avec Dominique Natanson et Isabelle Andriot, préface de Philippe Meirieu, Canopé - CRDP de Bourgogne, 2008.

### Sélection d'articles
- « Laïcité et paix scolaire », Esprit, n° spécial, octobre 1959.
- « Marxisme et christianisme : un nouveau dialogue ? », Esprit, décembre 1960.
- « Marxisme et religion », Esprit. no 6, juin 1961. Numéro Spécial : Marxisme et Christianisme.
- « Theilhard de Chardin, philosophe ou mystique ? », Esprit, mars 1963.
- « Portraits d'incroyants », conférence à la CPMI de Nantes, juillet 1964, in Visages et approches de l'incroyance, Éditions du chalet, 1965.
- « Éducation sexuelle et maturité sociale », Revue française de pédagogie, année 1969, volume 9, numéro 1 p. 14-18.
- « L'Enseignement supérieur et la formation des enseignants », Esprit, Nouvelle série, no 328, mai-juin 1964, p. 919-933.
- « La révolte des lycéens », Esprit, mai 1968.
- « La réforme d’Edgar Faure », Esprit, no 375, septembre 1968, p. 541-550.
- « L'école et la politique », revue Orientations, no 33, 1970, p. 17.
- « L'école, facteur d’exclusion ou d’intégration ? », Le Portique, Revue de philosophie et de sciences humaines[60].
- « Bonhoeffer, théologien de la réalité », Esprit, septembre 1970, p. 422-431.
- « La psychanalyse comme éducation chez Freud », Études psychothérapiques, L'inconscient dans l'éducation, no 3, octobre 1988.
- « De la légitimité en formation », in Recherche et formation, revue de l'INRP, numéro sur « Conscience éthique et pratiques professionnelles », no 24, 1997.
- « Platon, ancêtre de Freud », in Études psychothérapiques, no 16, 1997.
- « Une révolution impossible ? », in Les Cahiers Pédagogiques, no 452 - Dossier "L’esprit d’équipe", coordonné par Dominique Natanson, avril 2007.
- « Le mal, l'inconscient, la philosophie », Imaginaire & Inconscient 2007/1 (no 19), p. 85-95.